# Сирота, Ю
Ю Сиро́та (яп. 城田優 Сирота Ю:, род. 26 декабря 1985, Токио) — японский актёр театра и кино, композитор, певец, модель. Наиболее известен по ролям в японской телевизионной драме «Хана-Кими», в мюзикле «The Prince of Tennis», роли Такседо Маска в мюзикле «Сейлор Мун» и в мюзикле «Rookies».  

## Биография
Ю родился в Токио в семье японского писателя Мицуо Сирота. Его мать Пеппи — испанка. У Ю есть два старших брата - Дэи (старше на 9 лет) и Дзюн (старше на 1 год), а также две сестры - Мария (старше на 7 лет) и младшая Рина. Дзюн является моделью, дизайнером и участником музыкальной группы «Alma».
Первые два года своей жизни Ю с семьей жил в Барселоне (Испания), после чего семья переехала в Японию. Учился в старшей школе вместе с Томохисой Ямаситой, Коикэ Тэппэйем, Икутой Тома и Коки Танакой.
Свою первую песню под названием «Слеза» сочинил в 10 лет.
С 2004 по 2008 годы входил в состав актерской группы «D-boys». С 2008 года является самостоятельным актером. В 2011 году выпустил свой первый сингл «U», а в 2012 году вышел его дебютный альбом «UNO».
В 2002 году получил гран-при конкурса (Tokimeki BOY wo Sagase!!) за роль в рекламе косметики фирмы Shebon.
С 2007 года в журнале «Wink up» появилась личная колонка Сироты Ю под названием «Как ты?». Эта колонка обычно заполняется рисунками, которые сделал Ю.
В 2011 году снялся в эротической фотосессии для японского журнала «Anan».

## Фильмография

### Фильмы
- 2013 — SPEC: Ketsu Kou no hen
- 2013 — SPEC: Ketsu Zen no hen[2]
- 2012 — Под мостом над Аракавой / Arakawa Under the Bridge[3]
- 2010 — Хороший муж / Kondo wa aisaika[4]
- 2010 — Посредник: the movie
- 2009 — Новички: Выпускной / Rookies: Sotsugyо — Кэй Синдзо, Kei Shinjo
- 2009 — Go Ape — Юкио Охивара, Yukio Ohgiwara
- 2008 — Мертвая синяя девочка / Shinizokonai no ao — Учитель Мицунори Ханэда, Mitsunori Haneda
- 2007 — Горячий остров / Hito airando — Главарь банды Аки, Aki
- 2007 — Варуборо / Waruboro
- 2007 — Arakure Knight — Найто Дзэмба, Naito Zemba
- 2006 — Июньская невеста/June Bride
- 2005 — Принц тенниса / Tennis no oujisama — Капитан теннисной команды Кунимицу Тэдзука, Kunimitsu Tezuka

### Дорамы
- 2014 — Тёмный дворецкий / Kuro Shitsuji
- 2012 — Jun to Ai — Мидзуно Ясукадзу, Mizuno Yasukazu
- 2012 — Великий Учитель Онидзука + 2SP / Great Teacher Onizuka- Дамма Рюдзи, Danma Ryuji
- 2012 — Nouhime
- 2011 — Группа особого назначения / Jiu — Special Investigation Team — Такаси Анамия, Takashi Amamiya
- 2011 — Под мостом над Аракавой / Arakawa Under the Bridge — Сестра, Sister
- 2011 — Страховка разбитого сердца / Shitsuren Hoken — Аюми Кадзуки, Ayumu Kazuki
- 2010 — Нераскрытые дела 2 / Кейзоку 2: SPEC — Тии Сатоси, Chii Satoshi
- 2009 — Самурай из старшей школы / Samurai hai sukûru — Накамура Цуёси, Nakamura Tsuyoshi
- 2009 — Посредник — 2 / Koshonin 2 (сериал) — Кёсукэ Мария, Kyosuke Mariya
- 2009 — Небеса, земля и люди
- 2009 — Тэнтидзин / Tenchijin — Санада Юкимура, Sanada Yukimura
- 2008 — Для тебя во всем цвету: спецвыпуск
- 2008 — Новички SP 2008 Новички / Rookies — Синдзо Кэй, Shinjo Kei
- 2008 — Слава команды Батиста / Team Batista’s Glory SP — Врач-анестезиолог Коитиро Химуро, Koichiro Himuro
- 2008 — Новички
- 2008 — Посредник / Kоshonin — Кёсукэ Мария, Kyosuke Mariya
- 2007 — Для тебя во всем цвету / Hana zakari no kimi tachi e: Ikemen paradaisu — Ученик Кагурадзака, Kagurazaka
- 2007 — Временный работник / Haken no Hinkaku — Рюто Амая, Ryuto Amaya
- 2007 — The Hit Parade
- 2007 — Дорогие мои ученики! / Seito shokun! — Мидзухара Кэн, Mizuhara Ken
- 2006 — Kami wa Saikoro wo Furanai
- 2005 — Розовый ген / Pink no Idenshi — Накадзё Маки, Nakajo Maki

## Мюзиклы
- 2011 — Ромео и Джульетта / Romeo and Juliet — Ромео, Romeo
- 2010 — Элизабет / Elisabeth — Der Tod
- 2007 — Суини Тодд / Sweeney Todd — Энтони Хоуп, Anthony Hope
- 2005 — Принц тенниса / Musical Tennis no Oujisama Dream Live — Кунимицу Тэдзука, Kunimitsu Tezuka
- 2003 — Сейлор Мун / Musical Bishoujo Senshi Sailor Moon — Такседо Камэн, Tuxedo Kamen

## Дискография

### Альбом «UNO» (2012 год)
Трек лист:
1. Sisyphus
2. Worth Fighting For feat.HOWIE D
3. Destiny / 序章
4. A sandglass of fate 刹那
5. La flor abandonada
6. Heart of glass
7. Obstinacy feat.Kana Tachibana
8. U
9. FTL feat.Daichi
10. 夏の終わり
11. Mentirosa feat 城田純
12. Cuando se ama
13. Beautiful morning
14. Wedding Song feat 山崎育三郎
15. Love & Peace

## Клипы
1. Sisyphus
2. Heart of glass
3. Yume wo tsunage (live)
4. Forever
5. Сuando se ama
6. Worth Fighting For
7. Worth Fighting For (live)
8. U
9. Natsu no Owari